# 中國女子數學奧林匹克
中國女子數學奧林匹克（英語：China Girls' Mathematical Olympiad，簡稱CGMO），是特別為女學生而設的數學競賽。設立目的在鼓勵女學生學習數學和參與競賽，培養學習數學興趣並增強信心。此競賽由中國數學會奧林匹克委員會主辦，從2002年起，每年8月舉辦。參賽隊伍為中國各省代表隊，香港、澳門特區，和菲律賓、俄羅斯、美國、新加坡等隊。菲律賓自首屆起派隊參賽，俄羅斯自第三屆起加入。
王元院士為中國女子數學奧林匹克競賽題字寫道：「索菲·热尔曼、索菲娅·柯瓦列夫斯卡娅、埃米·诺特，这些伟大女数学家的名字与她们的突出成就，足以证明女子是有很高数学天才的，当然是很适宜于研究数学的。」

## 形式
參賽隊伍是中國各省、自治區、直轄市的代表隊，以及香港特區、澳門特區、受邀的部分國家，及近三年CGMO的承辦學校代表隊。每支隊伍由最多四名高中女學生及一名領隊組成。初期競賽曾以城市為單位組隊，其後曾以學校為單位組隊。
競賽設兩卷，每卷四題，分為連續兩天作賽，時間為每天上午8時至中午12時。每題15分，全卷滿分為120分。按參賽者成績設金、銀、銅牌，及團體第一名。
此外，又設有健美操團體比賽。參賽者會接受健美操訓練，再進行比賽。
得分最高的約15名選手，會獲邀請參加中國數學奧林匹克。

## 歷屆賽事
| 屆數 | 年份   | 城市         | 承辦學校                 | 日期                 |
| ---- | ------ | ------------ | ------------------------ | -------------------- |
| 1    | 2002年 | 廣東珠海     | 珠海市希望之星實驗學校   | 8月15日—19日         |
| 2    | 2003年 | 湖北武漢     | 武钢三中                 | 8月25日—29日         |
| 3    | 2004年 | 江西南昌     | 南昌市第二中學           | 8月10日—15日         |
| 4    | 2005年 | 吉林長春     | 東北師範大學附屬中學     | 8月10日—15日         |
| 5    | 2006年 | 新疆烏魯木齊 | 新疆生產建設兵團第二中學 | 8月7日—11日          |
| 6    | 2007年 | 湖北武漢     | 華中師範大學第一附屬中學 | 8月11日—16日         |
| 7    | 2008年 | 廣東中山     | 中山紀念中學             | 8月11日—18日         |
| 8    | 2009年 | 福建廈門     | 福建省廈門雙十中學       | 8月11日—16日         |
| 9    | 2010年 | 河北石家莊   | 石家莊市第二中學         | 8月8日—13日          |
| 10   | 2011年 | 廣東深圳     | 深圳市第三高級中學       | 7月28日—8月3日       |
| 11   | 2012年 | 廣東廣州     | 廣東實驗中學             | 8月8日—12日          |
| 12   | 2013年 | 浙江寧波     | 浙江省鎮海中學           | 8月8日—14日          |
| 13   | 2014年 | 廣東中山     | 華南師範大學中山附屬中學 | 8月8日—14日          |
| 14   | 2015年 | 廣東深圳     | 深圳市高級中學           | 8月10日—14日         |
| 15   | 2016年 | 北京         | 北京市第四中學           | 8月10日—15日         |
| 16   | 2017年 | 重慶         | 重慶市第八中學校         | 8月10日—15日         |
| 17   | 2018年 | 四川成都     | 四川省成都市樹德中學     | 8月11日—15日         |
| 18   | 2019年 | 湖北武漢     | 武漢外國語學校           | 8月10日—15日         |
| 19   | 2020年 | 江西鷹潭     | 鷹潭市第一中學           | 8月8日—12日          |
| 20   | 2021年 | 吉林長春     | 東北師範大學附屬中學     | 8月10日—15日（綫上） |
| 21   | 2022年 | 天津         | 天津市南開中學           | 8月10日—14日（綫上） |
| 22   | 2023年 | 福建廈門     | 廈門大學附屬實驗中學     | 8月10日—15日         |
| 23   | 2024年 | 重慶         | 西南大學附屬中學         | 8月10日—15日         |
| 24   | 2025年 | 蘇州         | 江蘇省蘇州中學           | 8月10日—15日         |

受到新冠疫情影響，2020年的競賽，香港隊和澳門隊在綫上作賽，2021年和2022年的競賽，都在綫上進行。

## 另見
- 歐洲女子數學奧林匹克—受此競賽啟發而創辦的國際性女子數學競賽
- 國際數學奧林匹克
- 中國數學奧林匹克
- 中國西部數學邀請賽
- 中國東南地區數學奧林匹克
- 百年老校數學競賽